# Rio Jacaré-Guaçu
Il Rio Jacaré-Guaçu è un affluente del fiume Tietê nello Stato di San Paolo in Brasile.

## Percorso
Il fiume nasce dalla confluenza dei fiumi Ribeirão Feijão e rio do Lobo sul confine tra i comuni di Itirapina e São Carlos. Attraversa poi i comuni di Itirapina, São Carlos, Ribeirão Bonito, Araraquara, Gavião Peixoto, Nova Europa e sfocia da destra nel fiume Tietê nel territorio comunale di Ibitinga.

## Affluenti
Sinistra idrografica
- Córrego da Ponte Alta,
- Córrego do Rodeio,
- Rio Boa Esperança,

Destra idrografica
- Rio Monjolinho,
- Rio Chibarro,
- Ribeirão das Cruzes,
- Córrego da Mulada,
- Córrego do Santa Cândiada,
- Córrego do Bebedouro,
- Córrego do Sapé,
- Rio Itaquerê,
- Rio São João,
- Córrego São Joaquim,
- Córrego do Marimbondo.